# Polybotrya aequatoriana
Polybotrya aequatoriana är en träjonväxtart som beskrevs av Robbin C. Moran. Polybotrya aequatoriana ingår i släktet Polybotrya och familjen Dryopteridaceae. Inga underarter finns listade.